# Jana Sizikova
Jana Dmitrijevna Sizikova (født 12. november 1994 i Moskva, Rusland) er en professionel tennisspiller fra Rusland.